# 明德英
明德英（1911年—1995年），女，山东沂南人，中国抗日英雄模范。被誉为“沂蒙红嫂第一人”。